# Richard Jenkins
Richard Dale Jenkins (City of DeKalb, 4 de maig de 1947) és un actor i còmic estatunidenc conegut per la seva interpretació del difunt patriarca Nathaniel Fisher a la sèrie de drama funerari d'HBO Six Feet Under (2001-2005). Va començar la seva carrera al teatre a la Trinity Repertory Company i va debutar al cinema l'any 1974. Ha treballat de manera constant en cinema i televisió des dels anys huitanta, sobretot en papers secundaris. També és conegut pels seus papers a les pel·lícules Burn After Reading (2008), Step Brothers (2008), Let Me In (2010), Jack Reacher (2012), The Cabin in the Woods (2012), The Shape of Water (2017), The Last Shift (2020) i The Humans (2021).
Jenkins va ser nominat a l'Oscar al millor actor per la pel·lícula dramàtica The Visitor (2007) en la 81a Cerimònia dels Oscars que va tenir lloc el 22 de febrer de 2009. Va guanyar el premi Primetime Emmy al millor actor principal en una minisèrie o una pel·lícula per la sèrie Olive Kitteridge (2014). Per la seva actuació a la pel·lícula dramàtica fantàstica The Shape of Water (2017), va ser nominat als premis de l'Acadèmia, al Globus d'Or i als premis del Sindicat d'Actors de pantalla al millor actor secundari.

Jenkins va néixer i es va criar a DeKalb, Illinois. La seva mare, Mary Elizabeth (de soltera Wheeler), era mestressa de casa, i el seu pare, Dale Stevens Jenkins, era dentista. Va assistir a l'escola secundària DeKalb. Abans de ser actor, Jenkins conduïa un camió de llençols (el seu cap era el pare de l'actor John C. Reilly). Va obtenir una llicenciatura en teatre per la Illinois Wesleyan University abans de traslladar-se a Rhode Island.
Jenkins està casat amb la coreògrafa Sharon R. Friedrick, amb qui té dos fills.

## Teatre
Jenkins va treballar amb la Trinity Repertory Company a Providence, Rhode Island, mentre començava al cinema amb un xicotet paper a Feasting with Panthers (1974), una pel·lícula de televisió sobre Oscar Wilde. Quan se li va donar l'opció d'unir-se a la Screen Actors Guild, va acceptar immediatament. Va continuar com a membre de la companyia d'actuació resident de Trinity i va ser el seu director artístic de 1990 a 1994.

## Cinema
Des del seu debut a la pel·lícula de televisió Feasting with Panthers (1974), Jenkins ha treballat constantment al cinema. Els seus crèdits cinematogràfics anteriors inclouen Silverado (1985), Hannah and Her Sisters (1986), The Witches of Eastwick (1987), Sea of Love (1989), Blue Steel (1990), How to Make an American Quilt (1995), Flirting and Disaster (1996) i Snow Falling On Cedars (1999).
Ha treballat amb els germans directors dels germans Farrelly a There's Something About Mary (1998), Outside Providence (1999), Me, Myself & Irene (2000), Say It Isn't So (2001) i Hall Pass (2011). També ha aparegut a tres pel·lícules dels germans Coen: The Man Who Wasn't There (2001), Intolerable Cruelty (2003) i Burn After Reading (2008). També apareix a North Country (2005), on té tres escenes memorables com el director de l'FBI James (Robert) Grace, a The Kingdom (2007) i Step Brothers (2008).
Encara que conegut principalment pels papers secundaris, Jenkins va tenir un paper principal a The Visitor (2007) pel qual va ser nominat per al Independent Spirit Award i l'Oscar a millor actor. Jenkins va guanyar el premi Satellite de l'Acadèmia Internacional de Premsa al millor actor de pel·lícula.
El 2010 Jenkins va protagonitzar Dear John, com el pare de John Tyree (Channing Tatum), i també va protagonitzar amb Julia Roberts i Javier Bardem a Menja, resa, estima. El 2012, va aparèixer a la pel·lícula de terror de Joss Whedon i Drew Goddard The Cabin in the Woods i a la pel·lícula d'acció Jack Reacher. Després va aparèixer a les pel·lícules d'acció White House Down (2013) i Kong: Skull Island (2017).
Jenkins va protagonitzar la pel·lícula de drama romàntic fantàstic de Guillermo del Toro The Shape of Water (2017), per la qual va rebre elogis de la crítica. Per la seva actuació, va obtenir nominacions als premis de l'Acadèmia, al Globus d'Or i al Sindicat d'Actors de la pantalla com a millor actor secundari.

## Televisió
Jenkins és potser més conegut a la televisió per interpretar Nathaniel Fisher a la sèrie dramàtica d'HBO Six Feet Under. El seu personatge és el difunt patriarca de la família Fisher i apareix regularment a la seva família com un fantasma o en somnis. Va fer el paper durant totes les temporades de la sèrie. Ell i els seus companys de repartiment van rebre una nominació al premi Screen Actors Guild per la millor interpretació d'un conjunt en una sèrie dramàtica el 2002.
Jenkins va interpretar un agent de la DEA en un episodi de Miami Vice i un cap de la màfia en un episodi posterior.
El 2015 Jenkins va guanyar el premi Primetime Emmy a l'actor principal destacat en una minisèrie o pel·lícula per la seva interpretació de Henry Kitteridge a la minisèrie d'HBO Olive Kitteridge.
El 2022 Jenkins va interpretar Lionel Dahmer, pare del famós assassí en sèrie Jeffrey Dahmer, a la nova sèrie de Netflix Dahmer. Protagonitzada al costat d'Evan Peters (J. Dahmer) i Molly Ringwald (madrastra Shari Dahmer), Jenkins apareix als deu episodis de la sèrie escrita per l'escriptor de Glee i American Horror Story Ryan Murphy.

## Filmografia
- 1975: Brother to Dragons (TV)

- 1984: Concealed Enemies (TV): Nicholas Vazzana
- 1985: The Little Sister (TV): Roger Davis
- 1985: Silverado: Kelly
- 1986: Hannah i les seves germanes (Hannah and Her Sisters): Dr. Wilkes
- 1986: The Manhattan Project: Oficial del control de radiació (Medatomic Lab)
- 1986: On Valentine's Day: Bobby Pate
- 1987: Courtship: Bobby Pate
- 1987: Les bruixes d'Eastwick (The Witches of Eastwick): Clyde Alden
- 1987: Rachel River: Cordell
- 1988: Little Nikita: Richard Grant
- 1988: Retrobant el passat (Stealing Home): Hank Chandler
- 1988: In the Line of Duty: The F.B.I. Murders (TV)
- 1989: Kojak: Fatal Flaw (TV): Joel Litkin
- 1989: Out on the Edge (TV): Paul Evetts
- 1989: How I Got Into College: Bill Browne
- 1989: Sea of Love: Gruber
- 1989: L'escàndol Blaze: Picayune
- 1990: Challenger (TV): Gregory B. Jarvis
- 1990: Acer blau: Advocat Mel Dawson
- 1990: Rising Son (TV): Tommy
- 1990: When You Remember Me (TV): Vaughan
- 1990: Descending Angel (TV): Debaudt
- 1991: The Perfect Tribute (TV): Blair
- 1991: Doublecrossed (TV)
- 1992: Afterburn (TV): Acton Ryder
- 1993: Queen (fulletó TV): Mr. Benson
- 1993: Compte amb la família Blue (Undercover Blues): Frank
- 1993: And the Band Played On (TV): Dr. Marc Conant
- 1994: Getting Out (TV): Chaplain
- 1994: Llop: Detectiu Bridger
- 1994: Et podria passar a tu: C. Vernon Hale
- 1995: The Indian in the Cupboard: Victor
- 1995: How to Make an American Quilt: Howell Saunders
- 1996: The Boys Next Door (TV): Bob Klemper
- 1996: Un divan a Nova York (Un divan à New York): Campton
- 1996: Flirtejant amb el desastre (Flirting with Disaster): Paul
- 1996: Eddie: Carl Zimmer
- 1997: Absolute Power: Michael McCarty
- 1997: Eye of God: Willard Sprague
- 1997: Into Thin Air: Death on Everest (TV): Beck Weathers
- 1998: The Impostors: Johnny Leguard
- 1998: There's Something About Mary: Psiquiatra
- 1999: The Confession: Cass O'Donnell
- 1999: The Mod Squad: Detectiu Bob Mothershed
- 1999: Outside Providence: Barney
- 1999: Snow Falling on Cedars: Xèrif Art Moran
- 1999: Capricis del destí (Random Hearts): Truman Trainor
- 2000: What Planet Are You From?: Don Fisk
- 2000: Me, Myself & Irene: Agent Boshane, EPA
- 2001: Six Feet Under (TV): Nathaniel Fisher Sr
- 2001: Say It Isn't So: Walter Wingfield
- 2001: One Night at McCool's: Pare Jimmy
- 2001: The Man Who Wasn't There: Walter Abundas
- 2002: Sins of the Father (TV): Bobby Frank Cherry
- 2002: Changing Lanes: Walter Arnell
- 2002: Stealing Harvard: Honorable Emmett Cook
- 2003: The Mudge Boy: Edgar Mudge
- 2003: The Core: Gen. Thomas Purcell
- 2003: Intolerable Cruelty: Freddy Bender
- 2003: Cheaper by the Dozen: Shake
- 2004: Estranyes coincidències (I Heart Huckabees): Mr. Hooten
- 2004: Shall we dance: Devine
- 2005: North Country: Hank Aimes
- 2005: Earth to America (TV)
- 2005: Dick i Jane: Lladres de riure (Fun with Dick and Jane): Frank Bascombe
- 2005: Rumor Has It...: Earl Huttinger
- 2007: The Kingdom: James Grace
- 2008: Burn After Reading: Ted Treffon
- 2008: The Visitor: el Professor Walter Vale
- 2008: Step Brothers
- 2010: Estimat John: Mr Tyree
- 2010: Menja, resa, estima: Richard
- 2011: The Cabin in the Woods: Steve Hadley
- 2011: The Rum Diary: Lotterman
- 2013: White House Down
- 2014: Olive Kitterigde
- 2014: God's Pocket
- 2014: 4 Minute Mile
- 2014: Lullaby
- 2014-2016: Berlin Station
- 2015: Bone Tomahawk
- 2015: Spotlight
- 2016: The Hollars
- 2016: LBJ
- 2017: Comrade detective
- 2017: Kong: Skull Island
- 2017: The shape of water
- 2020: Kajillionaire
- 2020: The Last Shift
- 2021: The Humans
- 2021: Nightmare Alley
- 2022: Dahmer - Monster: The Jeffrey Dahmer Story
- 2024: IF